# 井上孝 (都市計画家)
井上 孝（いのうえ たかし、1917年7月30日 - 2001年2月21日）は、日本の都市計画家。技術者。都市工学者、都市研究者。建設官僚。東京大学名誉教授。東京大学工学部、横浜国立大学工学部教授を歴任し、全国各地の都市計画に関する審議会や委員会委員をつとめて全国各地や海外の計画に関与、また長きにわたり都市計画の研究と人材の育成につとめる。戦後結成された国際住宅都市計画連合IFHPでは初代理事で後に会長。米国生まれ。

## 沿革
1917年、アメリカ合衆国ニュージャージー州ウェストフィールド生まれ。生まれたころ父親は三井物産ニューヨーク支店に勤務していた。
東京府立第一中学校 （旧制：後の東京都立日比谷高等学校）をへて、第一高等学校に入学。矢内原忠雄の聖書講習会に参加、無教会派のクリスチャンとなる。
一高卒業後は東京帝国大学（現・東京大学）工学部土木工学科に入学、都市計画を榧木寛之に学ぶ。1942年に卒業し、海軍技術士官として大湊海軍施設部に勤属、樺太および千島列島海軍基地防衛計画に参画、また中標津空港などの施設計画および設計にあたる。
1946年、東京都建設局都市計画課に転属、石川栄耀から実務指導を受ける。さらにその後首都圏建設委員会事務局に勤務。1953年からは1年間イギリスに留学、ロンドン大学でウィリアム・ホルフォードに師事する。
帰国後の1954年から首都圏整備委員会事務局調整官補佐、その後建設省計画局区画整理課・都市計画課建設専門官、1961年、首都高速道路公団技術部計画課長をへて、1962年に建設省都市局区画整理課長に就任。土地区画整理事業の国費補助率増大を実現する。
同年、東京大学工学部に新設された都市工学科教授に就任。1965年にはIFHPの国際会議東京大会誘致を実現。
1978年から1983年までは横浜国立大学に在職。1983年からは建設コンサルタントの財団法人計量計画研究所理事長をつとめる。1988年、勲二等瑞宝章授与。
2001年2月21日、胃潰瘍による大量出血のため死去。

## 主な実践
- 千葉県開発庁・海浜ニュータウン計画・基本設計　1967年-1970年
- 千葉市・稲毛海浜ニュータウン基本設計　宅地開発研究所と　1970年
- 千葉県開発庁・海浜ニュータウン幕張地区計画　1973年
- 長崎県防災都市構想策定　中島川の治水対策と眼鏡橋など石橋群の現地保存構想　1983年-1984年